# Eleição municipal de São Bernardo do Campo em 2008
A eleição municipal da cidade brasileira de São Bernardo do Campo ocorreu no dia 5 de outubro de 2008, para a eleição de prefeito, vice-prefeito e de 21 vereadores para a administração da cidade. Como o candidato ao cargo majoritário não alcançou a maioria absoluta dos votos válidos, obtendo apenas 48,27% dos votos válidos(194.966 votos) houve um novo escrutínio no dia 26 de outubro de 2008, Orlando Morando teve 37,55% dos votos (151.653 votos). Luiz Marinho teve 58,19% dos votos válidos, o que equivale a 237.617 votos, Orlando Morando foi derrotado com 41,81% dos votos válidos. O prefeito e o vice-prefeito eleitos assumiram os cargos no dia 1 de janeiro de 2009 e seus mandatos terminaram em dia 31 de dezembro de 2012.
Esta foi a 15º eleição direta para o comando da prefeitura na história da cidade, que visou eleger o 30º prefeito desde a criação do município antigo em 1889; o 17º desde a emancipação em 1944; e o 14º por sufrágio universal.

## Candidatos a prefeito
| Candidato(a)           | Vice                                        | Partido | Código de Registro | Coligação                                                                     |
| ---------------------- | ------------------------------------------- | ------- | ------------------ | ----------------------------------------------------------------------------- |
| Aldo Josias dos Santos | Rogério de Cerqueira Romancini              | PSOL    | 50                 | "Frente de Esquerda São Bernardo Socialista" (PSOL, PCB, PSTU)                |
| Alex Spinelli Manente  | José Walter Tavares                         | PPS     | 23                 | "São Bernardo Decente" (PPS, PCdoB)                                           |
| Evandro de Lima        | Arnon Moro                                  | PTdoB   | 70                 | "São Bernardo que dá Certo" (PTC, PRP, PTdoB)                                 |
| Luiz Marinho           | Francineto Luz de Aguiar (Frank Aguiar)     | PT      | 13                 | "São Bernardo de Todos" (PT, PRB, PDT, PTB, PSL, PTN, PR, PRTB, PV, PHS, PSC) |
| Orlando Morando Júnior | Edgard Montemor Fernandes (Edinho Montemor) | PSDB    | 45                 | "Melhor para São Bernardo" (PSDB, PP, PMDB, DEM, PSDC, PMN, PSB)              |

## Fatos

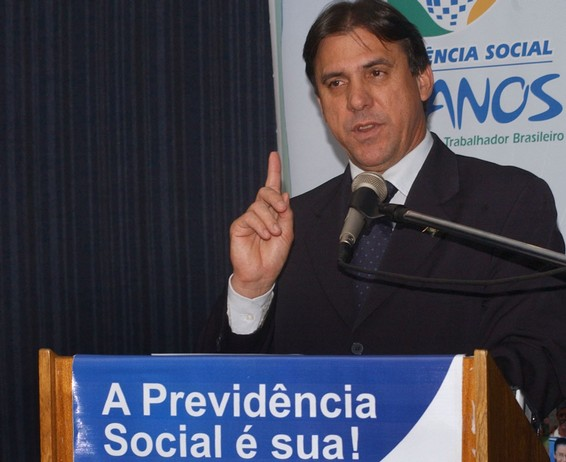
Luiz Marinho
Foto:Elza Fiúza/ABr

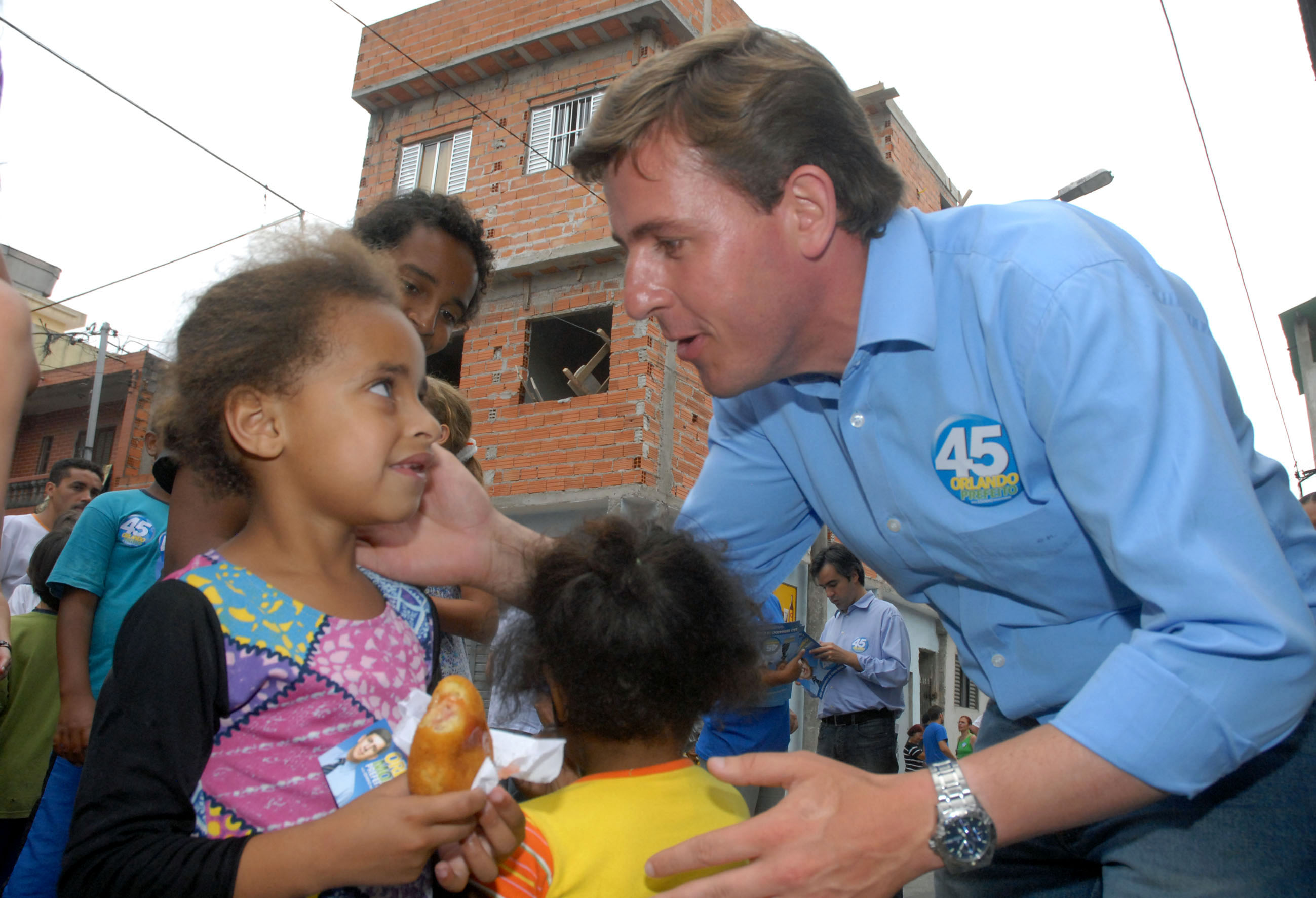
Orlando Morando em campanha
Foto:Fabio Rodrigues Pozzebom/ABr

- A eleição ganhou mais destaque pelo fato de ser o domicílio eleitoral do presidente Luiz Inácio Lula da Silva. O presidente se reuniu com os candidatos apoiados no ABC paulista e participou de comícios.[3]
- O filho do presidente Lula, Marcos Lula, teve sua candidatura a vereador negada pelo TSE, pois parentes de até segundo grau do presidente são inelegíveis dentro do domicílio eleitoral do titular.[4]
- Panfletos apócrifos acusaram o vice de Luiz Marinho, o cantor Frank Aguiar, de crimes ambientais e agressão.[5]
- O prefeito eleito, Luiz Marinho, já tinha uma extensa carreira política ligada a movimentos de sindicância. Por três mandatos foi o presidente do Sindicato dos Metalúrgicos, e também presidente nacional da CUT.
- Luiz Marinho já tinha próxima relação política com o ex presidente Luiz Inácio Lula da Silva, fez parte do Ministério do Trabalho e também da Previdência Social do governo do ex-presidente petista.[6]
- Orlando Morando era deputado federal em segundo mandato na época da eleição, e já havia sido vereador em outras duas legislaturas anteriores.[6]

## Resultados da eleição[7]

### Prefeito
| Candidato(a)            | Vice                     | 1º Turno 5 de outubro de 2008 | 1º Turno 5 de outubro de 2008 | 2º Turno 26 de outubro de 2008 | 2º Turno 26 de outubro de 2008 |
| Candidato(a)            | Vice                     | Votação                       | Votação                       | Votação                        | Votação                        |
| Candidato(a)            | Vice                     | Total                         | Porcentagem                   | Total                          | Porcentagem                    |
| ----------------------- | ------------------------ | ----------------------------- | ----------------------------- | ------------------------------ | ------------------------------ |
| Luiz Marinho (PT)       | Frank Aguiar (PTB)       | 194.966                       | 48,27%                        | 237.617                        | 58,19%                         |
| Orlando Morando (PSDB)  | Edinho Montemor (PSB)    | 151.653                       | 37,55%                        | 170.728                        | 41,81%                         |
| Alex Manente (PPS)      | Walter Tavares (PCdoB)   | 49.440                        | 12,24%                        | Não participaram               | Não participaram               |
| Evandro de Lima (PTdoB) | Arnon Moro (PRP)         | 4.001                         | 0,99%                         | Não participaram               | Não participaram               |
| Aldo Santos (PSOL)      | Rogério Romancini (PSTU) | 3.806                         | 0,94%                         | Não participaram               | Não participaram               |
| Total de votos válidos  | Total de votos válidos   | 403.866                       | 100,00%                       | 408.345                        | 100,00%                        |
| Votos apurados          |                          |                               |                               |                                |                                |
| Votos válidos           | Votos válidos            | 403.866                       | 87,06%                        | 408.345                        | 90,99%                         |
| Votos em branco         | Votos em branco          | 23.818                        | 5,13%                         | 13.329                         | 2,97%                          |
| Votos nulos             | Votos nulos              | 36.194                        | 7,80%                         | 27.125                         | 6,04%                          |
| Total de votos apurados | Total de votos apurados  | 463.878                       | 100,00%                       | 448.799                        | 100,00%                        |
| Eleitores               |                          |                               |                               |                                |                                |
| Comparecimento          | Comparecimento           | 463.878                       | 85,97%                        | 448.799                        | 83,18%                         |
| Abstenções              | Abstenções               | 75.706                        | 14,03%                        | 90.785                         | 16,82%                         |
| Total de eleitores      | Total de eleitores       | 539.584                       | 100,00%                       | 539.584                        | 100,00%                        |
| Total de seções: 1.273  |                          |                               |                               |                                |                                |

### Vereadores
| Candidato(a)            | Partido | Votação     | Votação |
| Candidato(a)            | Partido | Porcentagem | Total   |
| ----------------------- | ------- | ----------- | ------- |
| Admir Ferro             | PSDB    | 2,07%       | 8.483   |
| Tião Mateus             | PT      | 1,54%       | 6.316   |
| Minami                  | PSDB    | 1,44%       | 5.906   |
| Cabrera                 | PSB     | 1,40%       | 5.725   |
| Toninho da Lanchonete   | PT      | 1,34%       | 5.483   |
| Matias Fiuza            | PT      | 1,25%       | 5.098   |
| Luizinho                | PT      | 1,24%       | 5.076   |
| Paulo Dias              | PT      | 1,19%       | 4.890   |
| Ary de Oliveira         | PSB     | 1,17%       | 4.801   |
| Otavio Manente          | PPS     | 1,15%       | 4.721   |
| Zé Ferreira             | PT      | 1,15%       | 4.703   |
| Estevão Camolesi        | PTdoB   | 1,13%       | 4.642   |
| Sergio Demarchi         | PSB     | 1,12%       | 4,568   |
| Juarez Tudo Azul        | PSDB    | 1,06%       | 4.319   |
| Pastor Ivanildo Santana | PSB     | 1,04%       | 4.265   |
| Tunico Vieira           | PMDB    | 1,01%       | 4.152   |
| Vandir                  | PSB     | 0,99%       | 4.043   |
| Marcelo Lima            | PPS     | 0,95%       | 3.906   |
| Ramon Ramos             | DEM     | 0,88%       | 3.594   |
| Gilberto França         | PMDB    | 0,75%       | 3.071   |
| Dr. Fabio Landi         | DEM     | 0,48%       | 1.975   |

## Representação numérica das coligações na Câmara dos Vereadores
|                     |         |                  |                      |
| Coligações          | Votos   | Votos válidos(%) | Número de Vereadores |
| PSDB / PSB          | 109.817 | 26,83            | 8                    |
| PT                  | 88.652  | 21,66            | 6                    |
| PP / PMDB / PMN     | 35.759  | 08,74            | 2                    |
| PPS                 | 33.009  | 08,06            | 2                    |
| PSDC / DEM          | 26.795  | 06,55            | 2                    |
| PTC / PRP / PT do B | 22.039  | 05,38            | 1                    |
| PV / PTN            | 17.920  | 04,38            | 0                    |
| PC do B             | 17.620  | 04,30            | 0                    |
| PTB / PR            | 16.087  | 03,93            | 0                    |
| PSL / PHS           | 14.653  | 03,58            | 0                    |
| PDT / PSC           | 13.596  | 03,32            | 0                    |
| PRTB / PRB          | 6.772   | 01,65            | 0                    |
| PSOL / PSTU / PCB   | 6.656   | 01,63            | 0                    |